# Jacques Cazotte

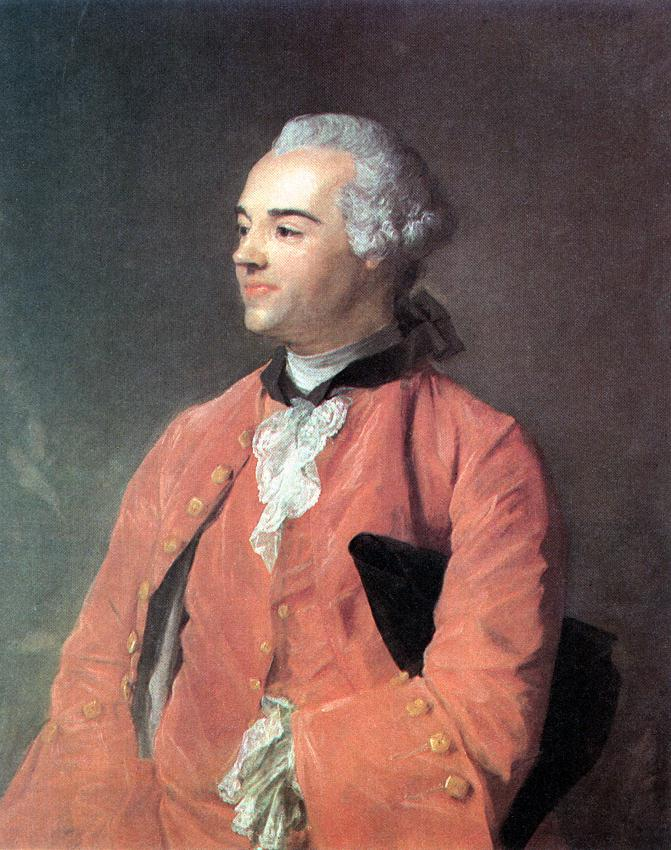
Jacques Cazotte, ritratto da Jean-Baptiste Perronneau.

Jacques Cazotte (Digione, 7 ottobre 1719 – Parigi, 25 settembre 1792) è stato uno scrittore francese, ghigliottinato durante il regime del Terrore.

## Biografia
Seguì il suo piano di studi presso i Gesuiti di Digione, prima di entrare a far parte, dal 1747 e per un decennio circa, della marina reale presso Martinica, divenendo a 27 anni commissario.
Rientrato in Francia, si stabilisce con la moglie nella villa di Pierry sulla Marna ereditata da un fratello dove si dedica alla letteratura.
Cazotte assistette nel 1756, sempre presso la Martinica alla esplosione dello scandalo La Vallette, innescato dal gesuita accusato di bancarotta e di concussione che finì per rovinare l'intero ordine religioso.
Questa sua esperienza diretta la traspose nel libro Mémoires sur les demandes formées contre le général et la société des jésuites, tramite il quale partecipò alla polemica sorta dopo la soppressione dell'ordine in Francia.
Come una buona parte dei suoi contemporanei, si inserì nel dibattito nato intorno alla musica francese e italiana grazie all'intervento di Rousseau, proponendo una sua opinione pepata e acuta nel testo intitolato Observations sur la lettre de J.J. Rousseau pubblicato nel 1754.
Ancora legato al genere musicale fu la parodia Nouvelle Raméide, mentre più prolifica fu la sua produzione di racconti cavallereschi di derivazione medioevale, di novelle orientali.
Nel 1775 entrò in una setta di massoni mistici, "Gli Illuminati" divenendo un seguace dei "martinisti" pur rimanendo un fervente cattolico e monarchico.  
I suoi scritti appartengono al genere fantastico, visionario e protoromantico che caratterizza la seconda metà del secolo.
La sua celebrità, però si legò soprattutto al racconto Le diable amoureux, pubblicato nel 1772, una misteriosa storia d'amore avvolta in atmosfere magiche, soprannaturali e diaboliche. La fama del racconto durata nel tempo fu dovuta all'abilità dello scrittore di documentare la "contaminazione" del pensiero settecentesco con il magma spiritualistico e teosofico, che emerse con maggiore espansione nel Romanticismo.
Fedele a Luigi XVI, per il quale non esitò ad intraprendere un carteggio con i consiglieri del re per combattere la rivoluzione e far evadere il re dalle Tuilieries, fu scoperto ed arrestato.  Condannato a morte dal tribunale presieduto da un suo vecchio compagno di setta, morì ghigliottinato il 25 settembre 1792.